# Пісківська селищна територіальна громада
Пісківська селищна територіальна громада — територіальна громада в Україні, в Бучанському районі Київської області. Адміністративний центр — селище Пісківка.
Площа громади — 157,63 км², населення — 9365 осіб (2021).
Утворена 19 січня 2016 року шляхом об'єднання Пісківської селищної ради та Мигалківської сільської ради Бородянського району. 12 червня 2020 року в цих межах затверджена Кабінетом Міністрів України.

## Населені пункти
До складу громади входять 3 населені пункти — 1 селище (Пісківка) і 2 села (Мигалки, Раска).

## Старостинський округ
- Мигалківський